# Saint-Andéol-de-Clerguemort
Saint-Andéol-de-Clerguemont era una comuna francesa situada en el departamento de Lozère, de la región de Occitania, que el 1 de enero de 2016 pasó a ser una comuna delegada de la comuna nueva de Ventalon-en-Cévennes al fusionarse con la comuna de Saint-Frézal-de-Ventalon.

## Demografía
| Gráfica de evolución demográfica de Saint-Andéol-de-Clerguemont entre 1800 y 2013 |
|                                                                                   |

Los datos demográficos contemplados en este gráfico de la comuna de Saint-Andéol-de-Clerguemont se han cogido de 1800 a 1999 de la página francesa EHESS/Cassini, y los demás datos de la página del INSEE.